# Koubri (departamento)
Koubri é um departamento ou comuna da província de Kadiogo no Burkina Faso. A sua capital é a cidade de Koubri.
Em 1 de julho de 2018 tinha uma população estimada em 57718 habitantes.